# Podocarpaceae
Podocarpaceae is de botanische naam van een niet al te grote familie van minder dan tweehonderd soorten coniferen. Het zijn bomen of, soms, struiken die merendeels voorkomen op het zuidelijk halfrond, maar sommige soorten komen tamelijk ver noordelijk voor, tot in zuidelijk Japan. Het is in die zin een opvallende familie, in dat het naaldbomen (coniferen) zijn die lancetvormige bladeren hebben in plaats van naalden.

## Soorten
De familie heeft een bewogen taxonomische geschiedenis, zeker intern. Er is geen overeenstemming over de omgrenzing en aantal van de geslachten. Volgens Aljos Farjon (1998) worden tot deze familie de volgende geslachten gerekend:
- familie Podocarpaceae
  - geslacht Acmopyle
  - geslacht Afrocarpus
  - geslacht Dacrycarpus
  - geslacht Dacrydium
  - geslacht Falcatifolium
  - geslacht Halocarpus
  - geslacht Lagarostrobos
  - geslacht Lepidothamnus
  - geslacht Manoao
  - geslacht Microcachrys
  - geslacht Microstrobos
  - geslacht Nageia
  - geslacht Parasitaxus
  - geslacht Podocarpus
  - geslacht Prumnopitys
  - geslacht Retrophyllum
  - geslacht Saxegothaea
  - geslacht Sundacarpus

Sinds 1998 gaan er stemmen op om het geslacht Phyllocladus terug in te voegen in de familie: dit zou slechts een beperkte uitbreiding betekenen (met zo'n vier soorten).
Acmopyle · 
Afrocarpus · 
Dacrycarpus · 
Dacrydium · 
Falcatifolium · 
Halocarpus · 
Lagarostrobos · 
Lepidothamnus · 
Manoao · 
Microcachrys · 
Microstrobos · 
Nageia · 
Parasitaxus · 
Podocarpus · 
Prumnopitys · 
Retrophyllum · 
Saxegothaea · 
Sundacarpus